# Hans A. Hey

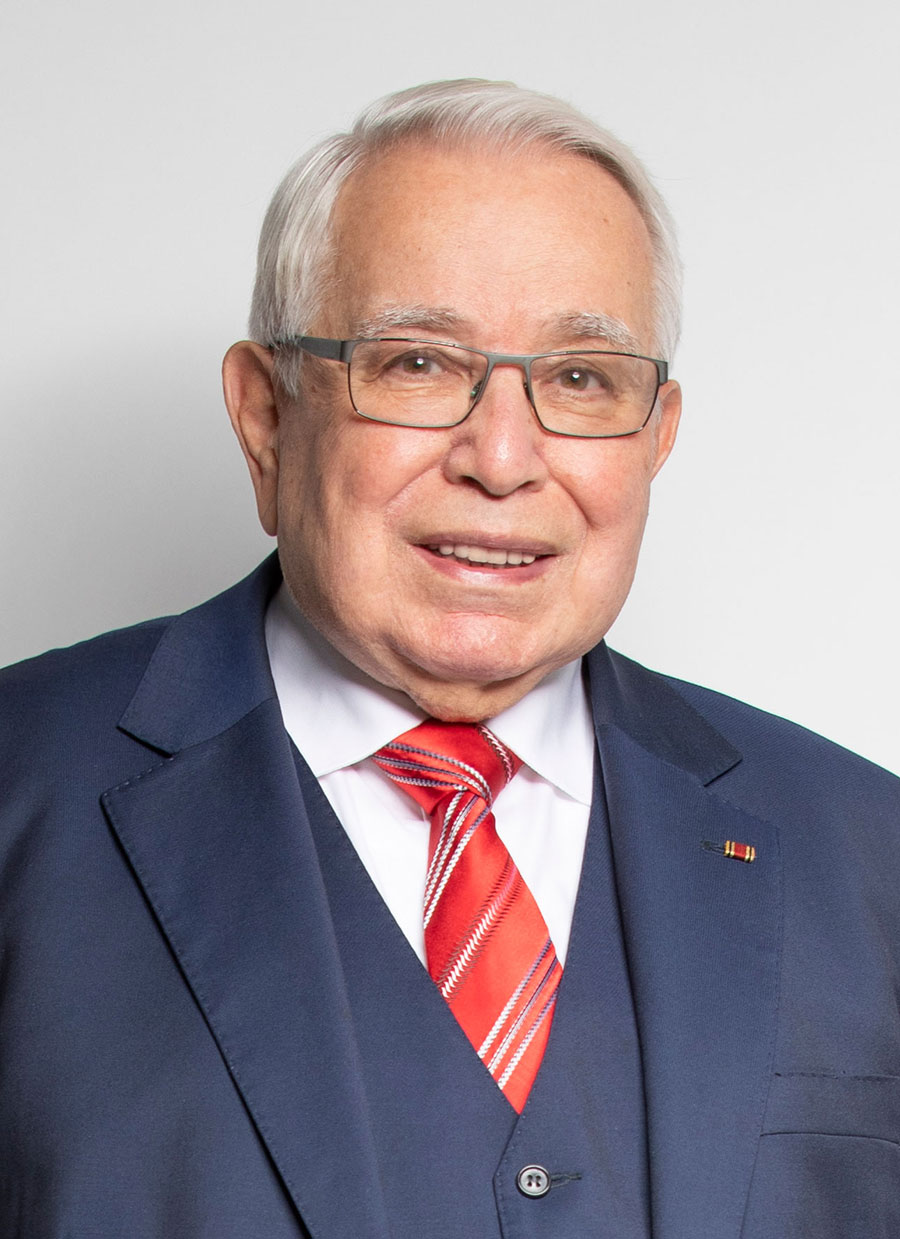
Hans A. Hey

Hans A. Hey (* 25. Dezember 1934 in Heilbronn) ist ein deutscher Unternehmensberater und Vertriebstrainer.

## Leben
Hans A. Hey wurde in Heilbronn geboren und wuchs in seiner Heimatstadt auf. Nach einer Ausbildung zum Einzelhandelskaufmann wurde er Außendienstmitarbeiter und Führungskraft im Außendienst beim Heilbronner Lebensmittelhersteller Knorr. In diesem Unternehmen wurde er zum Vertriebstrainer ausgebildet und leitete später das Trainingszentrum.
Seit 1969 arbeitet er selbständig als Unternehmensberater und Trainer für Optimierung im Vertrieb. Als freiberuflicher Berater und Trainer arbeitet er seit 1969 für deutsche Unternehmen, Verbände und Institutionen. Hans A. Hey ist mit Ingrid Hey verheiratet und hat eine Tochter.

## Publikationen
- Gottlob Frick. Eine Biographie. Herbrecht, München 1968; 3. überarbeitete Auflage, Bernd Raffler Verlag, Lippstadt, 1997, ISBN 3-9801621-3-3.
- Gert Heinz Fischer und Mitarbeiter: Praxis der Interaktionsstrategie im Verkauf und Marketing. DBV Deutscher Betriebswirte-Verlag, Gernsbach 1987, ISBN 3-88640-039-5
- Trainerkarriere. Wie Sie als Trainer erfolgreich selbständig werden und bleiben. Gabal Verlag, Offenbach 2002, ISBN 3-89749-218-0
- Vom Verkaufsleiter zum Verkaufscoach. Training on the job – der Schlüssel zum Verkaufserfolg. Springer Gabler, Wiesbaden 2015, ISBN 978-3-658-07935-2

## Ehrenamtliche Tätigkeiten
Ab 1968 bekam er Aufgaben im Berufsverband für Training, Beratung, Coaching und Speaking (BDVT) und wurde 1999 zum Ehrenpräsidenten ernannt.
Von 1961 bis 2006 war er Erster Vorsitzender des Heilbronner Sinfonie Orchesters, ab 2006 Ehrenvorsitzender.
Im Jahr 1995 war er Mitbegründer der Gottlob Frick Gesellschaft, später Vizepräsident und ab 2011 Präsident, im Jahr 2015 wurde er zum Ehrenpräsidenten ernannt.

## Auszeichnungen
- 1984 Verdienstkreuz am Bande des Verdienstordens der Bundesrepublik Deutschland[6]
- 1987 Ehrennadel des Landes Baden-Württemberg
- 1992 Deutscher Trainingspreis des BDVT in Gold
- 1998 Gottlob Frick Medaille
- 2001 Goldene Münze der Stadt Heilbronn
- 2004 Internationaler Deutscher Trainingspreis des BDVT in Silber
- 2011 Große Gottlob-Frick-Medaille des Enzkreises
- 2017 Hans A. Hey Award – Der Förderpreis für Gründer in Training, Beratung, Coaching und Speaking des BDVT wird nach dem Ehrenpräsidenten benannt.[7]